# Salonta
Salonta là một thị xã thuộc hạt Bihor, România. Dân số thời điểm năm 2002 là 18137 người.